# 트랜스포머 사이버버스
트랜스포머 사이버버스(Transformers: Cyberverse)는 하스브로 스튜디오, 볼더 미디어에서 제작한 CGI 애니메이션 시리즈이다. 사이버버스는 다른 모든 트랜스포머 TV 시리즈와 달리, 에피소드 길이는 11분밖에 되지 않는 작품이다.

## 상세
이 시리즈는 메모리 칩이 손상된 범블비의 모험에 초점을 맞추고 있다. 윈드블레이드는 범블비가 지구에서의 그의 임무를 기억하도록 돕기 위해 잃어버린 기억을 되찾는 내용이다.
시즌2은 멀티버스 작품으로 다루어질 예정이다.

## 등장인물
| 오토봇 - 옵티머스 프라임 성우 : 제이크 틸먼 / 김기현 - 범블비 성우 : 제레미 르비 / 김기철 - 윈드블레이드 성우 : 소피아 이사벨라 / 강시현 - 그림록 성우 : 라이언 안데스 / |  | 디셉티콘 - 메가트론 성우 : 마르크 톰슨 / 최한 - 스타스크림 성우 : 빌리 밥 톰슨 / - 쇼크웨이브 성우 : 라이언 안데스 / - 쉐도우 스트라이커 성우 : 디에나 맥거번 / |

## 그 외
트랜스포머 사이버버스는 트랜스포머 프라임의 세계관인 얼라인드 세계관에 속하지 않는 작품이며 2018년에 만들어진 새로운 세계관의 프랜차이즈이다. 대한민국에서는 니켈로디언에서 방영되었다.